# Заболотна Наталія Олександрівна
Наталія Олександрівна Заболотна  (рос. Наталья Александровна Заболотная, 15 серпня 1985, Сальськ Ростовської області) — російська важкоатлетка, заслужений майстер спорту Росії. Срібний призер літніх Олімпійських ігор 2004 року, неодноразовий срібний призер чемпіонатів світу, неодноразова чемпіонка Європи у ваговій категорії до 75 кг. Встановила  світовий рекорд у ривку — 135 кг, а також піднявши в сумі 296 кг (Кубок президента РФ, Білгород).

## Спортивна кар'єра
| Олімпійські ігри  |                    |                  |           |             |          |                           |
| Рік               | Місце проведення   | Вагова категорія | Ривок, кг | Поштовх, кг | Сума, кг | Місце                     |
| Афіни 2004        | Афіни 2004         | до 75 кг         | 125       | 147,5       | 272,5    | 2                         |
| Лондон 2012       | Лондон 2012        | до 75 кг         | 131       | 160         | 291      | ( Срібло) дискваліфікація |
| Чемпіонати світу  |                    |                  |           |             |          |                           |
| 2005              | Доха               | до 75 кг         | 130       | 155         | 285      | 2                         |
| 2007              | Чіангмай           | до 75 кг         | 131       | 150         | 281      | 2                         |
| 2010              | Анталья            | до 75 кг         | 133       | 160         | 293      | 2                         |
| Чемпіонати Європи |                    |                  |           |             |          |                           |
| 2003              | Лутракі            | до 75 кг         |           |             |          | 1                         |
| 2006              | Владиславово       | до 75 кг         | 127       | 151         | 278      | 1                         |
| 2008              | Ліньяно-Сабб'ядоро | до 75 кг         | 123       | 141         | 264      | 1                         |
| 2009              | Бухарест           | до 75 кг         | 120       | 145         | 265      | 1                         |
| 2010              | Мінськ             | до 75 кг         | 129       | 156         | 285      | 1                         |
| 2011              | Казань             | до 75 кг         | 133       | 153         | 286      | 2                         |

У серпні 2015 року розпочалися повторні аналізи на виявлення допінгу зі збережених зразків з Олімпійських ігор у Пекіні 2008 року та Лондоні 2012 року. 
Перевірка зразків Кулеши з Лондона 2012 року призвела до позитивного результату на заборонену речовину дегідрохлорметилтестостерон (туринабол). Рішенням дисциплінарної комісії Міжнародного олімпійського комітету від 21 листопада 2016 року в числі інших 12 спортсменів вона була дискваліфікована з Олімпійських ігор в Лондоні 2012 року і позбавлена срібної олімпійської медалі.